# Ildefons Puigdendolas i Ponce de León
Ildefons Puigdengolas i Ponce de León, nascut a Girona el 1876 i mort a Seseña (província de Toledo) en 1936, fou un militar català, que es va destacar per la seva participació en la Guerra Civil Espanyola, durant la qual es va mantenir lleial a la República, combatent en les files de l'Exèrcit Popular Republicà. Igualment, havia participat en la guerra de Cuba i en la guerra del Marroc.

## Historial militar
A l'abril de 1931, al moment de la proclamació de la República, estava destinat a Sevilla com a cap de la Guàrdia de Seguretat, càrrec que va mantenir amb el nou règim. L'agost de 1932 es va oposar a la revolta del general José Sanjurjo Sacanell a Sevilla (la sanjurjada), sent capturat per aquest general. Durant la Republica es va afiliar a la UMRA, ascendint a coronel. Va ser baixa al capdavant del Cos de Seguretat el 27 de maig de 1936, passant a situació de reserva. En esclatar la guerra civil, es trobava en Madrid i sense destinació, i seria un dels militars professionals més actius en la defensa de la República. Manava la columna que el 20 de juliol va sortir de Madrid per a sufocar la revolta a Alcalá d'Henares (21 de juliol) i Guadalajara (22 de juliol).
Comandant militar de Badajoz des del 25 de juliol de 1936, va organitzar la defensa de la província i de la ciutat. Capturat durant unes hores el 6 d'agost de 1936 per una revolta de la guarnició de Badajoz, va ser ferit lleument per la metralla d'un bombardeig en l'avantbraç esquerre. Després de recuperar el comandament de les tropes, va continuar amb la seva labor davant l'imminent atac de l'Exèrcit d'Àfrica. El 13 d'agost de 1936 els rebels van prendre posicions pròximes a la ciutat, ocupant Badajoz l'endemà. El 14 d'agost al matí, Puigdengolas i altres caps polítics i militars van fugir a Portugal. En Portugal va romandre detingut en la Caserna del Batalló de Caçadors d'Elvas i, des del 24 d'agost, al fort de Caxias de Lisboa. A l'octubre de 1936, els refugiats espanyols que volien tornar a l'Espanya republicana, entre ells Puigdengolas, van ser embarcats en el vaixell Nyassa i traslladats a Tarragona, on van arribar el 13 d'octubre.
El 26 d'octubre Puigdengolas va ser nomenat cap de l'agrupació de columnes d'Illescas en substitució de Ramiro Otal Navascués. Va participar en l'atac a Seseña, on va morir, pel que sembla víctima dels seus propis milicians quan intentava frenar una desbandada, el 29 o el 31 d'octubre, segons comenta un oficial d'Estat Major que l'acompanyava, Ángel Lamas Arroyo, en un relat publicat en 1972, Unos y otros, que suscita reserves als historiadors. Segons una altra versió, va morir en un bombardeig aeri dels rebels.